# Fußball-Bundesliga/Rekorde/FC Schalke 04
Der Artikel Fußball-Bundesliga/Rekorde/FC Schalke 04 listet die vereinsspezifischen Rekorde des FC Schalke 04 auf, die mit Bezug auf die Zugehörigkeit zur deutschen Fußball-Bundesliga gehalten werden.
Der Verein ist aktuell kein Bundesligist (Stand: Saison 2025/26).

Siehe auch: 

## Vorbemerkung
Es besteht eine Unterteilung zwischen Positiv- und Negativrekorden sowie vereinsinternen Bestmarken. Weitere Rekorde, die dem Verein nicht zuzuordnen sind, werden im Hauptartikel unter „Allgemein“ gelistet. Dort bestehen zudem die Rubriken „Trainerspezifische Rekorde“, „Schiedsrichterspezifische Rekorde“ sowie „Sonstige Rekorde“. Es besteht außerdem die Möglichkeit „In nächster Zeit möglicherweise fallende Bestmarken“ im unteren Bereich der Hauptseite festzuhalten, bzw. die neuen Rekorde an die passenden Stellen einzusortieren. Wenn möglich, wird zu einem Positivrekord auch der Negativrekord als Gegenstück gelistet (und andersrum). Die Liste erhebt keinen Anspruch auf Vollständigkeit.

## FC Schalke 04
Aktuelle Platzierung in der Ewigen Tabelle der Fußball-Bundesliga: Platz 8 von 58 (Stand: 34. Spieltag 2024/25)

### Positivrekorde

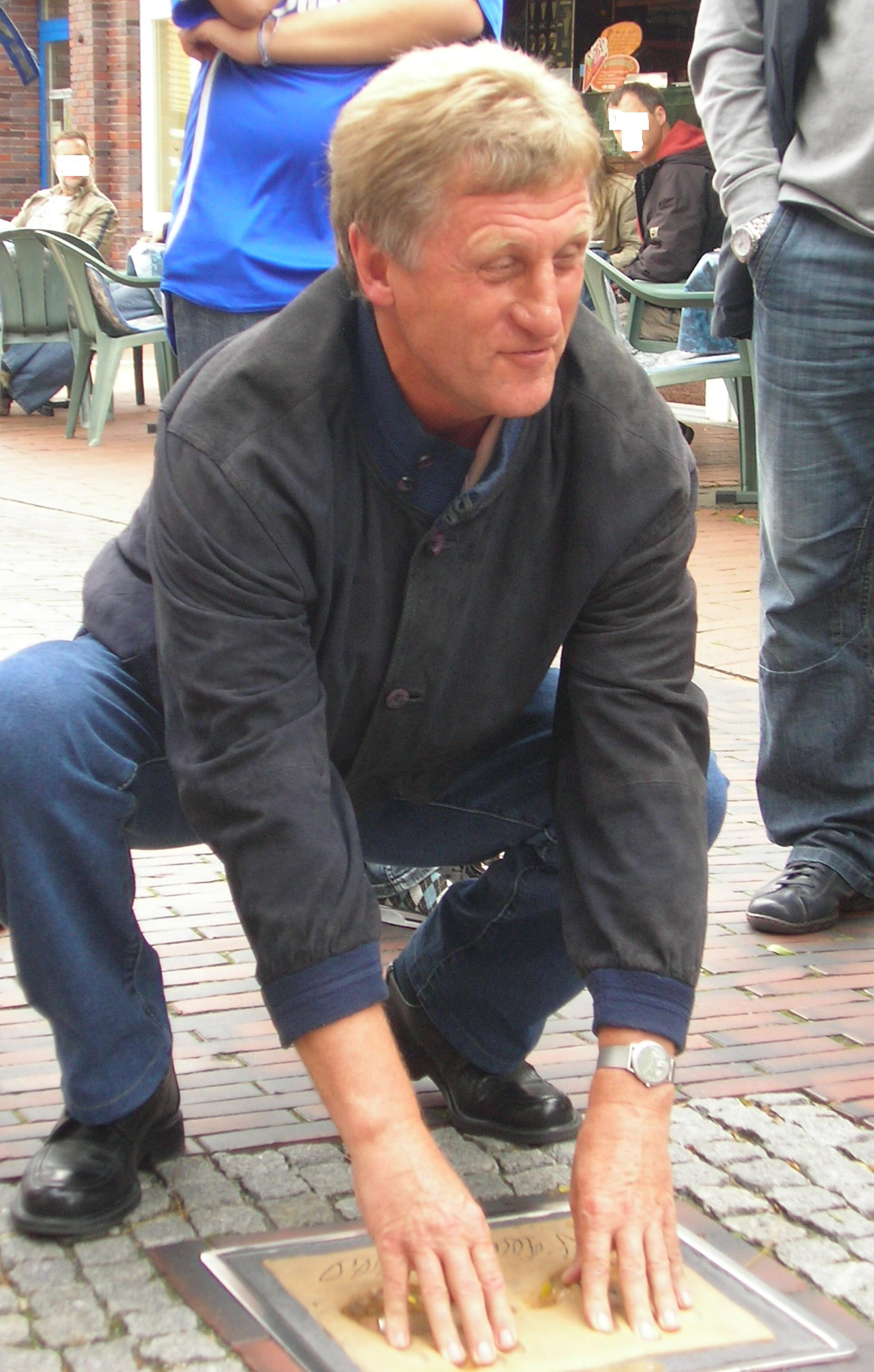
Ältester Spieler: Klaus Fichtel (43 Jahre, 6 Monate und 2 Tage)

- erster Tabellenführer: nach dem 1. Spieltag 1963/64 (nach einem 2:0-Sieg gegen den VfB Stuttgart, gemeinsam mit dem 1. FC Köln)[2][3]
  - erster Trainer, der mit seiner Mannschaft Tabellenführer wurde: Georg Gawliczek (nach dem 1. Spieltag 1963/64, nach einem 2:0-Sieg beim 1. FC Saarbrücken, gemeinsam mit Georg Knöpfle vom 1. FC Köln)[4][2][3]
- erster Verein, der in einem Spiel ohne Gegentreffer blieb: am 1. Spieltag 1963/64 (beim 2:0-Sieg gegen den 1. VfB Stuttgart, gemeinsam mit dem 1. FC Köln gegen den 1. FC Saarbrücken)[5][6]
  - auch erster Torhüter, der in einem Spiel ohne Gegentreffer blieb: Horst Mühlmann (am 1. Spieltag 1963/64, beim 2:0-Sieg gegen den VfB Stuttgart, gemeinsam mit Fritz Ewert für den 1. FC Köln)[5][6]
- am besten platzierter Verein mit einem negativen Torverhältnis in der Ewigen Tabelle: Platz 7 (2642:2678 (−36), Stand: 6. Spieltag 2024/25)[1]
- am besten in der Ewigen Tabelle platzierter Verein, ohne je Deutscher Meister geworden zu sein: Platz 7 (Stand: 6. Spieltag 2024/25)[1][7]
- ältester Spieler: Klaus Fichtel (43 Jahre, 6 Monate und 2 Tage)[8]
- meiste unterschiedliche Spieler innerhalb einer Saison eingesetzt: 36 (2020/21; gemeinsam mit dem VfL Wolfsburg, 2011/12, Stand: 28. Spieltag 2023/24)[9]
- meiste 0:0-Spiele in Folge: 4 (17. bis 21. Spieltag 2022/23)[10]
- meiste Spiele in Folge ohne Niederlage zu Beginn der Rückrunde als Tabellenschlusslicht der Vorrunde: 8 (2022/23)[11]
- meiste Strafstoßtreffer in der Nachspielzeit innerhalb einer Saison erzielt: 3 (Marius Bülter, 2022/23)[12]
- spätestes Tor: 102. Minute (Marius Bülter, in der 12. Minute der Nachspielzeit beim 3:2-Sieg bei Mainz 05, am 31. Spieltag 2022/23; seit Beginn der Datenerfassung 1992)[12][13]
- die meisten Bundesliga-Tore eines Spielers nach diversen Spieltagen (Schalke 04 hält einen der 34 möglichen Bestwerte):
  - 4 Tore nach dem ersten Spieltag: Klaus Fischer (1971/72)[14]
- jüngste Startelf: 22,1 Jahre (27. Spieltag 1972/72)[15]
- erster sowjetischer bzw. russischer Spieler: Alexander Borodjuk (1991)[16]
- Trainer, mit den meisten Punkten nach den ersten 10 Spielen: Mike Büskens (28 Punkte, 9 Siege und 1 Unentschieden; verlor im 11. Spiel mit 1:2 gegen Bayer Leverkusen)[17]
- Spieler, der in den meisten Spielzeiten für einen Verein zum Einsatz kam: Klaus Fichtel (19 Spielzeiten; gemeinsam mit Manfred Kaltz, für den Hamburger SV und Karl-Heinz Körbel, für Eintracht Frankfurt)[18]

### Negativrekorde
- meiste Auswärtsspiele in Folge ohne Sieg: 38 (23. November 2019 bis 19. Februar 2023) Es lag eine Zweitligazugehörigkeit, die nicht gezählt wird, dazwischen.[19][20][21][22]
- an den meisten Spieltagen Tabellenletzter: 123 (Stand: 6. Spieltag 2024/25)[23]
- an den meisten Spieltagen Tabellenführer, ohne je Deutscher Meister geworden zu sein: 59 (Stand: 6. Spieltag 2024/25)[24]
- meiste Trainerwechsel: 55 (Stand: 5. Spieltag 2024/25)[25]
- erstes Eigentor: Willi Schulz (zum zwischenzeitlichen 1:1 in der 28. Minute, beim 3:2-Sieg beim 1. FC Kaiserslautern, 2. Spieltag 1963/64)[26][27][28]
- meiste Strafstöße nach den ersten 7 Spieltagen verursacht: 6 (2020/21, Stand: Saisonende 2023/24)[29]

### Vereinsintern
- Rekordspieler: Klaus Fichtel (477 Einsätze)[30]
- Rekordtorhüter: Norbert Nigbur (355 Einsätze)[30]
- Rekordtorschütze: Klaus Fischer (182 Tore)[31]
- jüngster Spieler: Julian Draxler (17 Jahre und 117 Tage)[32]
- jüngster Spieler mit 50 Einsätzen: Julian Draxler (19,01 Jahre, gegen Mainz 05, am 5. Spieltag 2012/13)[33]
- jüngster Spieler mit 100 Einsätzen: Julian Draxler (20 Jahre und 225 Tage)[34]
- jüngster Spieler, der einen Dreierpack erzielte: Matthew Hoppe (19 Jahre und 302 Tage, am 9. Januar 2021, beim 4:0-Sieg über die TSG Hoffenheim)[35]
- ältester Torschütze: Klaas-Jan Huntelaar (zum 1:2-Endstand bei Bayer Leverkusen, im April 2021, 37 Jahre und 234 Tage, Stand: Saisonende 2022/23)[36]
- meiste Siege in Folge: 6 (3×, zuletzt: 23. bis 28. Spieltag 2017/18)[37]
- meiste Tore nach 10 Einsätzen: Klaus Matischak (13, 1963/64)[38]
- meiste Einsätze, ohne je durchgespielt zu haben: 45 (Ahmed Kutucu wurde bei jedem seiner Einsätze ein- und/oder ausgewechselt, Stand: 20. Spieltag 2023/24)[39][40]
- meiste Saisontore eines Belgiers: 13 (Emile Mpenza, 2000/01)[41]